# ABBYY
ABBYY (/ˈʌbɪ/) — международная компания-разработчик программных продуктов в области обработки и потокового ввода документов (ABBYY FlexiCapture, ABBYY Vantage), анализа бизнес-процессов (ABBYY Timeline) и оптического распознавания символов (ABBYY FineReader).
Штаб-квартира компании в Милпитасе (США), региональные офисы — в Германии (Мюнхен), Австралии, Японии, Сингапуре, Великобритании, Франции, Испании, на Украине, на Кипре, на Тайване, в Гонконге и Венгрии. Разработка продуктов ведётся в США и европейских офисах

## История
Компания основана в 1989 году студентом МФТИ Давидом Яном под названием «BIT Software». В 1997 года компания была переименована в «ABBYY».
В 1993 году вышла первая версия программы для распознавания текстов ABBYY FineReader.
В 2001 году выходит программа ABBYY FormReader (позднее стала частью FlexiCapture) — система ввода заполненных от руки форм на основе технологии интеллектуального распознавания символов (ICR). С начала 2000-х решение на её основе — ABBYY Test Reader — используют для обработки результатов ЕГЭ.
В 2007 году ABBYY выпустила ABBYY FlexiCapture — универсальную платформу для интеллектуальной обработки информации из любых типов документов.
В 2019 году ABBYY купила 100 % американской TimelinePI — платформы по анализу бизнес-процессов. В результате сделки новое решение называется ABBYY Timeline.
В 2021 году ABBYY представила ABBYY Vantage — платформу для интеллектуальной обработки документов с набором готовых обученных когнитивных сервисов для распознавания, классификации и извлечения данных из документов любой сложности.
В 2022 году компания представила ABBYY Proof of Identity — решение для мгновенного распознавания и подтверждения документов.
В октябре 2022 года ABBYY объявила о выходе с российского рынка и прекращении продаж продуктов и услуг на территории РФ и Беларуси, а основная часть сотрудников, работавших в России, переехала на Кипр, в Сербию и Венгрию.
По состоянию на март 2023 года ООО «Аби» находится в процессе ликвидации. Компания Content AI, созданная бывшими сотрудниками российского офиса ABBYY, заявила о том, что будет осуществлять техническую поддержку продуктов ABBYY на территории России.
В сентябре 2024 году ABBYY уволила от 200 до 500 сотрудников, в первую очередь инженеров и сотрудников R&D-отделов компании. Сокращения программистов прошли в офисах на Кипре, в Белграде и Будапеште. Большинство уволенных сотрудников имели российское гражданство, что привело к критике и обвинениям компании в предвзятости по отношении к сотрудникам из России. Представитель компании не раскрыла точное число уволенных сотрудников и объяснила увольнения необходимостью трансформации бизнеса.

## Собственники и руководство
Владельцы компании не раскрываются.
В 2021 году международная инвестиционная фирма «Marlin Equity Partners» стала мажоритарным акционером ABBYY. Также в числе акционеров ABBYY — Давид Ян, нынешние и бывшие сотрудники компании.
Генеральный директор ABBYY (с 2017 года) — проживающий в Лондоне Ульф Перссон.

## Продукты компании
Компанией разработано и развивается программное обеспечение:
- ABBYY Vantage — платформа для интеллектуальной обработки (распознавания, классификации и извлечения данных) документов с набором обученных когнитивных сервисов.
- ABBYY FlexiCapture — универсальная платформа для интеллектуальной обработки информации из любых типов документов. В 2019 году в решение были добавлены технологии обработки естественного языка[23].
- ABBYY FineReader — система распознавания документов и PDF-файлов. В основе FineReader — технология оптического распознавания символов ABBYY OCR, лицензиатами которой стали Fujitsu, Panasonic, Xerox[24], Samsung[25] и другие.
- ABBYY Proof of Identity — решение для мгновенного распознавания и подтверждения (верифицирования) документов.
- ABBYY Timeline — платформа для интеллектуального анализа бизнес-процессов[26].

## Награды
- В 2021 году аналитическая компания NelsonHall во второй раз назвала ABBYY лидером на рынке «Process Discovery & Mining»[27].
- В 2022 году консалтинговая и исследовательская компания Everest Group опубликовала отчёт Intelligent Document Processing Products PEAK Matrix Assessment 2022, согласно которому ABBYY стала мировым лидером рынка решений для интеллектуальной обработки документов, возглавив список из 36 вендоров. Сравнение проводилось на основе анализа ряда показателей, таких как влияние на рынок, инновационный подход и успешная реализация проектов[28]. ABBYY попала в категорию лидеров рейтинга четвёртый раз.

## Споры
В 2008 году американская компания Nuance Communications подала иск против ABBYY и корпорации Lexmark, специализирующейся на разработке и изготовлении устройств для печати и обработки изображений. Nuance Communications обвинила ответчиков в нарушении прав на технологии оптического распознавания (OCR) и оформление упаковки товара. В 2013 году ABBYY выиграла в США судебный спор с Nuance Communications.